# Blepephaeus stigmosus
Blepephaeus stigmosus là một loài bọ cánh cứng trong họ Cerambycidae.